# Ободаево (Вологодская область)
Обода́ево — деревня в Вологодском районе Вологодской области.
Входит в состав Прилукского сельского поселения, с точки зрения административно-территориального деления — в Прилукский сельсовет.
Расстояние по автодороге до районного центра Вологды — 32 км, до центра муниципального образования Дорожного — 17 км. Ближайшие населённые пункты — Муравьево, Герасимцево, Ведрово, Шульгино, Северово.
По данным переписи в 2002 году постоянного населения не было.